# Leipziger Straße 10 (Magdeburg)

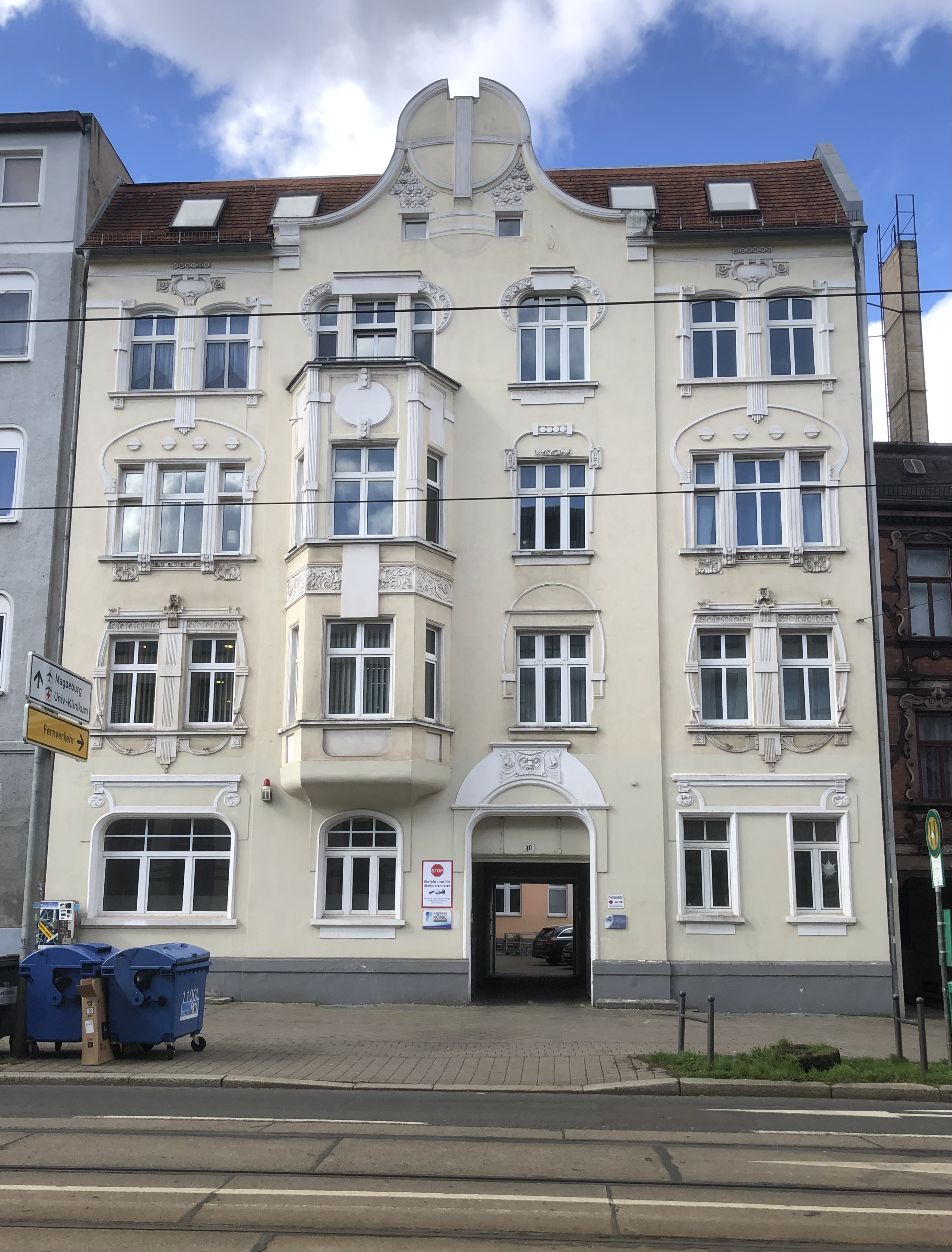
Haus Leipziger Straße 10 im Jahr 2023

Das Gebäude Leipziger Straße 10 ist ein denkmalgeschütztes Wohnhaus im Magdeburger Stadtteil Leipziger Straße in Sachsen-Anhalt.

## Lage
Das Wohnhaus befindet sich auf der Westseite der Leipziger Straße. Unmittelbar nördlich grenzt das gleichfalls denkmalgeschützte Haus Leipziger Straße 9 an.

## Architektur und Geschichte
Der viergeschossige verputzte Haus wurde im Jahr 1903 errichtet. Es konnte im Gegensatz zum benachbarten Haus Nummer 9 in massiver Bauweise gebaut werden, da zuvor die Festungsbeschränkungen im Umfeld der Festung Magdeburg aufgehoben worden waren. Bauausführender und Bauherr war der Bauunternehmer Paul Nehring. Die asymmetrische sechsachsige Fassade ist in Formen des Jugendstils gestaltet und üppig mit Stuck verziert. Die Fensteröffnungen sind zum Teil paarweise gerahmt. In der Mitte tritt ein zweiachsiger Mittelrisalit hervor. Er wird von einem geschweiften Giebel bekrönt. Vor dem ersten und zweiten Obergeschoss befindet sich in der linken Achse des Risalits ein einachsiger polygonaler Erker. In der rechten Achse des Risalits befindet sich im Erdgeschoss eine Hausdurchfahrt.
Im örtlichen Denkmalverzeichnis ist das Wohnhaus unter der Erfassungsnummer 094 06233 als Baudenkmal verzeichnet.
Das Haus gilt mit seiner verzierten Fassade als prägend für das Straßenbild.